# Кожанка (Киевска област)
Кожанка (на украински: Кожанка) e селище от градски тип във Фастовски район, Киевска област. То е разположено по протежението на река Каменка, на 18 km от областния център – град Фастов.

## История
Селището е основано през XIV век. Смята се че наименованието му произлиза от местните майстори, производители на кожа. Селището се споменава в много документи, в това число и заедно с първото писмено споменаване на Фастов, през 1390 година.
В централната част на Кожанка е запазена дървена Покровска църква, построена през 1759 година.
В селото е построен паметник на загиналите във Втората световна война съветски войници.

## Личности
- Иван Петрович Билокин (1914 – 1975)
- Вукола Устинович Дител (1881 – 1976), подполковник от армията на УНР
- Николай Терещенко (р. 1923), украински художник-декоратор